# Neosarmatium papuense
Neosarmatium papuense is een krabbensoort uit de familie van de Sesarmidae. De wetenschappelijke naam van de soort is voor het eerst geldig gepubliceerd in 2006 door Rahayu & Davie.